# Konstal N
Konstal N — трамвай, выпускавшийся в 1948—1956 годах на предприятии Консталь в Хожове. Узкоколейная версия 2Н выпускалась в 1950—1956 годах. Выпускались также в виде прицепных вагонов (без двигателя) — версии ND и 2ND. Konstal N — первый трамвай, выпущенный в Польше после Второй мировой войны.

## Конструкция
Konstal N — двунаправленный, двусторонний, односекционный трамвай, с четырьмя цельными, отодвигающимися дверьми.

## История
В послевоенной Польше многие города столкнулись со значительными транспортными проблемами, и в связи с этим было необходимо производство трамваев простой и технологичной конструкции. Было принято решение скопировать конструкцию немецкого вагона Kriegsstraßenbahnwagen, который был разработан для военных целей. Из-за недостатка тяговых двигателей первыми с конвейера сошли прицепные вагоны ND, предназначенные для Верхней Силезии.
Его преемником стал трамвай Konstal 4N.

## Эксплуатация
Трамваи типа N со стандартной колеёй эксплуатировались в большинстве польских городов, имевших тогда трамвайную коммуникацию: Гданьск, Сопот, Верхняя Силезия, Краков, Познань, Щецин, Варшава, Вроцлав. Узкоколейные версии эксплуатировались в Бельско-Бяле, Быдгоще, Грудзёндзе, Иновроцлаве, Еленя-Гура, Легнице, Лодзи и соседних местностях, Ольштыне, Слупске, Торуни и Валбжихе. За всё время эксплуатации трамваи подвергались различным улучшениям и модернизациям.